# 夏玉发
夏玉发（1965年—），安徽贵池人，汉族，中华人民共和国政治人物、第十二届全国人民代表大会安徽地区代表。
毕业于安徽省委党校经管专业。加入中国共产党。2013年，担任全国人大代表。